# Fototipia
Nell'ambito della stampa litografica, la fototipia è un processo fotomeccanico di preparazione della lastra di cristallo senza l'uso del retino. 
È stata creata appositamente per la stampa di immagini (con gradazioni di chiaroscuro e a colori).
Sulla matrice, solitamente una lastra in metallo rinforzata con fibre di vetro, viene disteso il negativo dell'immagine da stampare. Una volta inchiostrata la matrice, essa riproduce sulla carta l'immagine in positivo. 
Inventato dal ceco Karel Klíč nel 1879, questo metodo fu molto utilizzato fino alla prima guerra mondiale.